# Politbureau 1934
Hieronder de samenstelling van het Politbureau van het Centraal Comité van de Communistische Partij van de Sovjet-Unie (stemhebbende leden) in 1934, kort na het 17e partijcongres waarbij Sergej Kirov veel stemmen kreeg (maar één minder dan Stalin zelf) en kort voor de moord op Kirov.
| Afbeelding | persoon               |
|            | Jozef Stalin          |
|            | Vjatsjeslav Molotov   |
|            | Sergej Kirov          |
|            | Michail Kalinin       |
|            | Valerian Koejbysjev   |
|            | Lazar Kaganovitsj     |
|            | Kliment Vorosjilov    |
|            | Grigori Ordzjonikidze |
|            | Stanislav Kosior      |
|            | Andrej Andrejev       |

Tussentijdse mutatie tot 1939:
|  | Vlas Tsjoebar lid van 1935 tot 1938 |

## Bron
- (en)  Leadership of the Communist Party of the Soviet Union (CPSU, 1917-1991)